# Jos Geuens
Jozef (Jos) Petrus Corneel Maria Geuens (Balen, 21 november 1948) is een Belgisch voormalig politicus van de sp.a.

## Biografie

### Politiek
Jos Geuens was beroepshalve leerkracht lichamelijke opvoeding. Hij werd in 1982 voor de SP (later sp.a) gemeenteraadslid en schepen in Balen, bevoegd voor Sport, Jeugd en Informatie. Hij werd ook provincieraadslid van Antwerpen en was vanaf 1985 provinciaal gedeputeerde voor Financiën, Begroting en Leefmilieu. Hij was ook voorzitter van sp.a-afdeling van de provincie Antwerpen.
In 2007 volgde hij Jan Durnez op als voorzitter van de Vereniging van de Vlaamse Provincies (VVP). In januari 2010 volgde Hilde Bruggeman hem op.
In januari 2009 werd hij OCMW-voorzitter van Balen. Hierdoor was hij niet langer provinciaal gedeputeerde. Rik Röttger volgde hem op als gedeputeerde. Wel bleef hij provincieraadslid.
Bij de lokale verkiezingen van 2012 was Geuens lijsttrekker op de sp.a-lijst voor de gemeenteraad Balen en op de sp.a-lijst in de kieskring Turnhout voor de Antwerpse provincieraad. Hij werd verkozen als gemeenteraadslid. In 2018 stelde hij zich geen kandidaat meer.

### Overige functies
Jos Geuens was ook lange tijd voorzitter van de raad van bestuur van vervoermaatschappij De Lijn. Hij werd in januari 2015 door Marc Descheemaecker opgevolgd.
Hij was voorzitter van de Bosgroep Kempense Heuvelrug, Bosgroep Noorderkempen, Bosgroep Zuiderkempen, het Provinciaal Sport- en Recreatiecentrum De Nekker, de Stichting Kempens Landschap, Toerisme Provincie Antwerpen, Curieus vzw, Kempense Meren, het Provinciaal Instituut voor Milieu Educatie (PIME), het Vlaams Tram- en Autobusmuseum en MobiliteitsErfgoed Tram en Autobus. Hij was bestuurder bij onder meer voetbalclub Verbroedering Balen, Cipal, Innotek, Welzijnszorg Kempen, de Vlaamse Maatschappij voor Sociaal Wonen (VMSW), Domus Flandria, Hooge Maey, de Provinciale Ontwikkelingsmaatschappij Antwerpen (POM Antwerpen) en de Provinciale Intercommunale Drinkwatermaatschappij der Provincie Antwerpen (Pidpa).